# اوکاری فیگز
اوکاری فیگز (انگلیسی: Ukari Figgs؛ زادهٔ ۳۱ مارس ۱۹۷۷) بازیکن بسکتبال، و سرمربی (بسکتبال) اهل ایالات متحده آمریکا است.